# Saint-Jean-Delnous
 Saint-Jean-Delnous  (en occitano Sent Jan) es una población y comuna francesa, situada en la región de Mediodía-Pirineos, departamento de Aveyron, en el distrito de Rodez y cantón de Réquista.

## Demografía
| 561 | 491 | 429 | 372 | 377 | 390 |
| Para los censos de 1962 a 1999 la población legal corresponde a la población sin duplicidades (Fuente: INSEE [Consultar]) |     |     |     |     |     |